# ケイク
ケイク（Cake）は、アメリカ合衆国カリフォルニア州サクラメント出身のオルタナティヴ・ロックバンド。
1998年、初来日。2005年、フジロックフェスティバルでは初日のグリーン・ステージに出演。翌2006年に、8年ぶりとなる単独来日ツアーも行っている。

## メンバー

### 現在のメンバー
- ヴィンセント・ディ・フィオーレ (Vince DiFiore) – トランペット、キーボード、メロディカ、パーカッション、バック・ボーカル (1991年– )
- ジョン・マクレー (John McCrea) – リード・ボーカル、アコースティックギター、ピアノ、オルガン、ヴィブラスラップ (1991年– )
- トッド・ローパー (Todd Roper) – ドラム、バック・ボーカル (1994年–2001年、2016年– )
- ザン・マッカーディ (Xan McCurdy) – リード・ギター、バック・ボーカル (1997年– )
- ダニエル・マッカラム (Daniel McCallum) – ベース、バック・ボーカル (2016年– )

### 旧メンバー
- グレッグ・ブラウン (Greg Brown) – リード・ギター、オルガン、バック・ボーカル (1991年–1997年)
- フランク・フレンチ (Frank French) – ドラム、バック・ボーカル (1991年–1994年)
- ショーン・マクフェッセル (Shon Meckfessel) – ベース、バック・ボーカル (1991年)
- ガブリエル・ネルソン (Gabe Nelson) – ベース、バック・ボーカル (1992年–1994年、1997年–2015年)
- ヴィクター・ダミアニ (Victor Damiani) – ベース、バック・ボーカル (1994年–1997年)
- ピーター・マクニール (Pete McNeal) – ドラム、バック・ボーカル (2001年–2004年)
- パウロ・バルディ (Paulo Baldi) – ドラム、パーカッション、バック・ボーカル (2004年–2015年)
- キャシー・リプカ (Casey Lipka) – ベース、バック・ボーカル (2016年–2018年)

## ディスコグラフィ

### スタジオ・アルバム
- 『モーターケイド・オブ・ジェネロシティ』 - Motorcade of Generosity (1994年)
- 『ファッション・ナゲット』 - Fashion Nugget (1996年)
- 『とけない魔法』 - Prolonging the Magic (1998年)
- 『コンフォート・イーグル』 - Comfort Eagle (2001年)
- 『プレッシャー・チーフ』 - Pressure Chief (2004年)
- Showroom of Compassion (2011年)

### ライブ・アルバム
- Live at the Crystal Palace (2006年)

### コンピレーション・アルバム
- 『Bサイズ・アンド・レアリティーズ』 - B-Sides and Rarities (2007年) ※B面集